# Richard Steadman

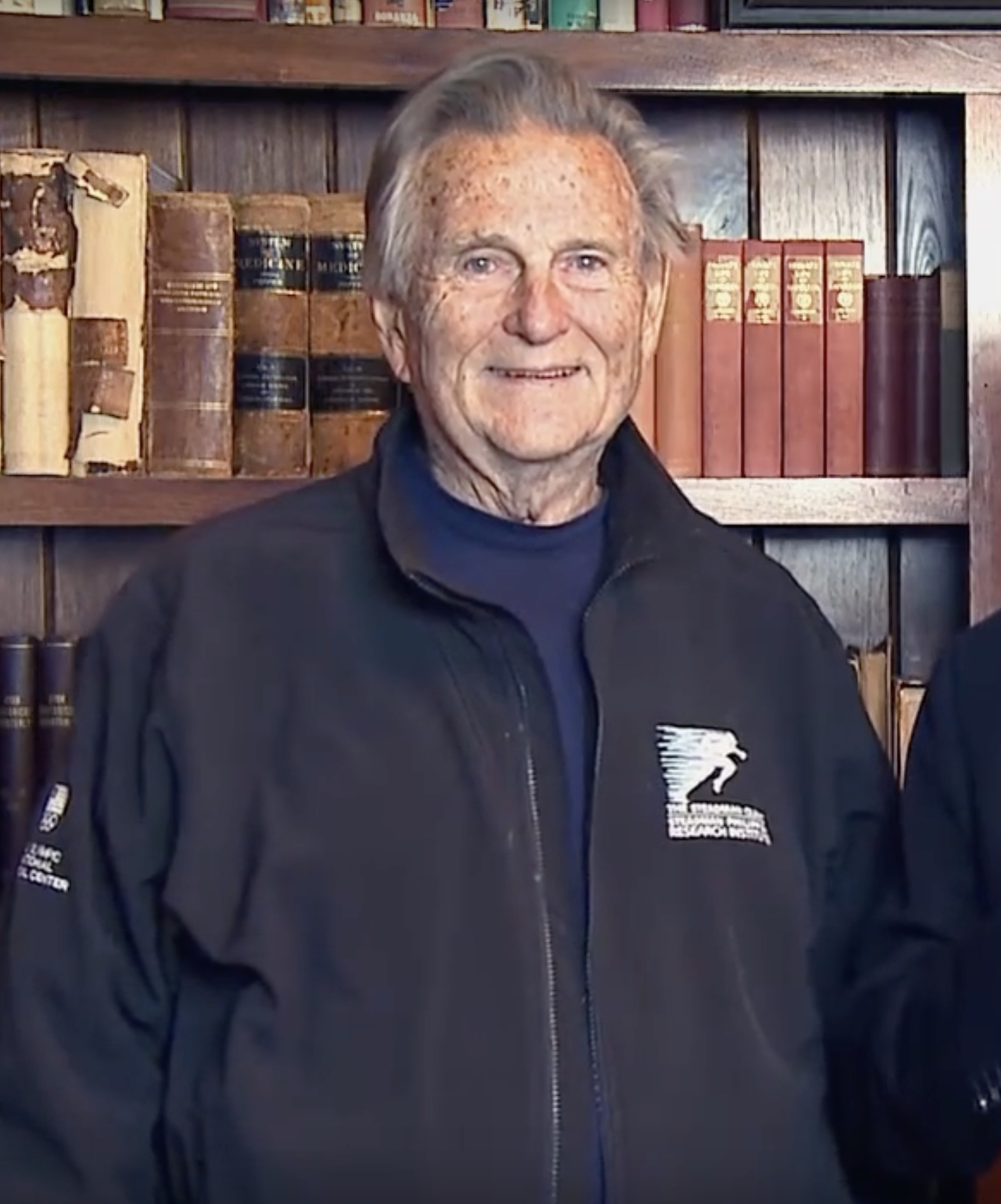
Richard Steadman (2016)

John Richard Steadman (* 4. Juni 1937 in Sherman, Texas; † 20. Januar 2023 in Vail, Colorado) war ein US-amerikanischer orthopädischer Chirurg.
Steadman war ein anerkannter Spezialist auf dem Gebiet der Kniechirurgie. Bekannt war er vor allem durch seine prominenten Patienten aus dem Bereich des Sports. Er praktizierte in seiner Klinik in Vail, Colorado, und war Professor am University of Texas Southwestern Medical Center in Dallas.

## Werdegang
Steadman studierte zunächst an der Texas A&M University. Seinen MD machte er an der University of Texas Southwestern Medical School. Von 1965 bis 1966 war Steadman Militärarzt in Bad Tölz. Danach ging er zunächst nach New Orleans und später nach Kalifornien, wo er sich auf die Kniechirurgie spezialisierte. Seit 1990 leitet er die Steadman Hawkins Clinic in Vail, die er zusammen mit dem Schulter-Spezialisten Richard Hawkins betreibt. Im Jahr 2000 erhielt Steadman den GOTS-Beiersdorf-Forschungspreis, für Kreuzbandoperationen und Rehabilitation von Profisportlern (ACL-surgery and rehabilitation of professional sportsmen).

## Arbeitsgebiete
Steadman entwickelte in den 1980er Jahren das Verfahren der Mikrofrakturierung zur Behandlung von Knorpeldefekten. Die auf diesem Verfahren aufbauende Healing-Response-Technik zur Behandlung von Kreuzbandrissen entwickelte Steadman in den 1990er Jahren. Für die Meniskusersatz-Therapie hat er im gleichen Zeitraum das Collagen Meniskus Implantat (CMI) entwickelt, welches bei erheblichen Meniskus-Teilverlusten arthroskopisch implantiert wird und zu einer Regeneration des Gewebes führt.

## Veröffentlichungen (Auswahl)
- John A. Feagin und J. Richard Steadman: The Crucial Principles in Care of the Knee. Lippincott Williams & Wilkins, 2008, ISBN 0-7817-7250-8 eingeschränkte Vorschau in der Google-Buchsuche
- Rodkey W.G., DeHaven K.E., Steadman J.R. et al.: Comparison of the collagen meniscus implant with partial meniscectomy. A prospective randomized trial. In: J Bone Joint Surg Am. 2008 Jul;90(7):1413-26. PMID 18594088 doi:10.2106/JBJS.G.00656
- J. R. Steadman u. a.: A minimally invasive technique ("healing response") to treat proximal ACL injuries in skeletally immature athletes. In: J Knee Surg 19, 2006, S. 8–13. PMID 16468488
- R. Steadman u. a.: Healing-response treatment for ACL injuries. In: Orthop Technol Rev 3, 2002, 3
- J. R. Steadman und W. G. Rodkey: Tissue-engineered collagen meniscus implants: 5- to 6-year feasibility study results. In: Arthroscopy 21, 2005, S. 515–525. PMID 15891715
- T. J. Gill und J. R: Steadman: Anterior cruciate ligament reconstruction the two-incision technique. In: Orthop Clin North Am 33, 2002, S. 727–735. PMID 12528914 (Review)
- J. R. Steadman u. a.: Microfracture: surgical technique and rehabilitation to treat chondral defects. In: Clin Orthop Relat Res 391, 2001, S. 362–369. PMID 11603719 (Review)
- J. R. Steadman u. a.: The surgical treatment of knee injuries in skiers. In: Med Sci Sports Exerc 27, 1995, S. 328–333. PMID 7752858 (Review)